# Inga Bērziņa
Inga Bērziņa (ur. 1 sierpnia 1963 w Kuldydze) – łotewska polityk, nauczycielka i działaczka samorządowa, posłanka na Sejm, w latach 2023–2025 minister.

## Życiorys
Absolwentka geografii na Uniwersytecie Łotwy w Rydze (1986). Magisterium w tej dziedzinie uzyskała na macierzystej uczelni w 1997. Pracowała jako nauczycielka geografii, wicedyrektorka szkoły średniej, wykładowczyni w akademii pedagogicznej RPIVA oraz w centrum edukacyjnym dla dorosłych. W latach 2003–2007 kierowała agencją rozwoju w rodzinnej miejscowości.
Działała w samorządzie lokalnym, była wiceprzewodniczącą (2001–2007) i przewodniczącą (2007–2009) rady miejskiej w Kuldydze. W 2009 stanęła na czele rady gminy Kuldyga. Trzykrotnie uzyskiwała reelekcję, pełniąc tę funkcję do 2022. Była związana z Partią Ludową, w 2012 została przewodniczącą regionalnego ugrupowania Kuldīgas novadam. Była członkinią Europejskiego Komitetu Regionów, a od 2019 doradczynią premiera Artursa Krišjānisa Kariņša do spraw rozwoju regionalnego. W wyborach w 2022 uzyskała mandat posłanki na Sejm z ramienia Nowej Jedności.
We wrześniu 2023 objęła stanowisko ministra ochrony środowiska i rozwoju regionalnego w nowo utworzonym rządzie Eviki Siliņi. W lipcu 2024 jej resort przekształcono w ministerstwo inteligentnej administracji i rozwoju regionalnego. Urząd ministra sprawowała do czerwca 2025; ustąpiła w związku z problemami technicznymi przy liczeniu głosów w wyborach lokalnych w tymże roku.